# Sun Yang
Sun Yang (Hangzhou (Zhejiang), 1 december 1991) is een professionele Chinese zwemmer. Hij vertegenwoordigde zijn vaderland op de Olympische Zomerspelen 2008 in Peking, op de Olympische Zomerspelen 2012 in Londen en op de Olympische Zomerspelen 2016 in Rio de Janeiro. Hij is drie keer Olympisch gouden medaillewinnaar en elf keer wereldkampioen. Het TAS, het Internationaal Sporttribunaal, heeft Sun Yang in februari 2020 een schorsing van acht jaar opgelegd voor een dopingovertreding.

## Carrière
Bij zijn internationale debuut, op de wereldkampioenschappen zwemmen 2007 in Melbourne, Australië, strandde Sun in de series van zowel de 400 als de 800 meter vrije slag. Tijdens de Olympische Zomerspelen van 2008 in Peking, China, eindigde de Chinees als achtste op de 1500 meter vrije slag, op de 400 meter vrije slag werd hij uitgeschakeld in de series. Samen met Zhang Lin, Zhang Enjian en Shi Haoran strandde hij in de series van de 4×200 meter vrije slag. Op de wereldkampioenschappen zwemmen 2009 in Rome, Italië, veroverde Sun de bronzen medaille op de 1500 meter vrije slag en strandde hij in de series van de 400 meter vrije slag, op de 4×200 meter vrije slag werd hij samen met Xin Tong, Shi Tengfei en Chen Zuo uitgeschakeld in de series. Op de Aziatische Spelen 2010 te Kanton maakte hij indruk door goud te winnen op de 1500 meter in een tijd van 14:35.43, minder dan 1 seconde boven het wereldrecord van Grant Hackett.
In Shanghai nam Sun deel aan de wereldkampioenschappen zwemmen 2011, in eigen land beleefde hij zijn grote internationale doorbraak. Hij won vier medailles, waaronder goud op de 800 en 1500 meter vrije slag. Op dit laatste onderdeel verbrak hij het 10 jaar oude wereldrecord van Grant Hackett, het oudste wereldrecord, dankzij een laatste 50 meter van 25.94.
Tijdens de Olympische Zomerspelen van 2012 in Londen veroverde de Chinees de gouden medaille op zowel de 400 als de 1500 meter vrije slag, op de 1500 meter verbeterde hij zijn eigen wereldrecord dat hij een jaar eerder tijdens de wereldkampioenschappen in Shanghai had gezwommen. Op de 200 meter vrije slag legde hij beslag op de zilveren medaille, samen met Hao Yun, Li Yunqi en Jiang Hiaqi sleepte hij de bronzen medaille in de wacht op de 4x200 meter vrije slag. 
In Barcelona nam Sun deel aan de wereldkampioenschappen zwemmen 2013. Sun prolongeerde zijn wereldtitels op de 800 en 1500 meter vrije slag, maar werd dit keer ook wereldkampioen op de 400 meter vrije slag. Samen met Wang Shun, Li Yunqi en Hao Yun behaalde Sun een bronzen medaille op de 4x200 meter vrije slag.
Op 17 mei 2014 testte Sun Yang positief op het gebruik van Trimetazidine.  tijdens de Chinese kampioenschappen. Sun werd door de Chinese zwembond voor drie maanden geschorst. Op de Aziatische Spelen 2014 in Incheon veroverde de Chinees de gouden medaille op zowel de 400 als de 1500 meter vrije slag en de zilveren medaille op de 200 meter vrije slag. Op de 4x100 meter vrije slag legde hij samen met Yu Hexin, Lin Yongqing en Ning Zetao beslag op de gouden medaille.
In Kazan nam Sun deel aan de wereldkampioenschappen zwemmen 2015. Hij prolongeerde zijn wereldtitel op zowel de 400 meter als de 800 meter vrije slag. Hij kon zich ook kwalificeren voor de finale van de 1500 meter vrije slag. Tijdens de finale kwam hij echter niet opdagen. Nadien verklaarde Sun dat hij tijdens de opwarming last had gekregen van zijn hart.
Tijdens de Olympische Zomerspelen van 2016 in Rio de Janeiro werd Sun olympisch kampioen op de 200 meter vrije slag, daarnaast sleepte hij de zilveren medaille in wacht op de 400 meter vrije slag en werd hij uitgeschakeld in de series van de 1500 meter vrije slag.

## Internationale toernooien
| Jaar | Olympische Spelen                                                        | WK langebaan                                                                 | WK kortebaan  | PanPacs       | Aziatische Spelen                                                        |
| ---- | ------------------------------------------------------------------------ | ---------------------------------------------------------------------------- | ------------- | ------------- | ------------------------------------------------------------------------ |
| 2007 |                                                                          | 31e 400m vrije slag 22e 800m vrije slag                                      |               |               |                                                                          |
| 2008 | 28e 400m vrije slag 8e 1500m vrije slag 10e 4x200m vrije slag            |                                                                              | geen deelname |               |                                                                          |
| 2009 |                                                                          | 18e 400m vrije slag · 1500m vrije slag · 15e 4x200m vrije slag               |               |               |                                                                          |
| 2010 |                                                                          |                                                                              | geen deelname | geen deelname | 200m vrije slag · 400m vrije slag · 1500m vrije slag · 4x200m vrije slag |
| 2011 |                                                                          | 400m vrije slag · 800m vrije slag · 1500m vrije slag · 4x200m vrije slag     |               |               |                                                                          |
| 2012 | 200m vrije slag · 400m vrije slag · 1500m vrije slag · 4x200m vrije slag |                                                                              | geen deelname |               |                                                                          |
| 2013 |                                                                          | 400m vrije slag · 800m vrije slag · 1500m vrije slag · 4x200m vrije slag     |               |               |                                                                          |
| 2014 |                                                                          |                                                                              | geen deelname | geen deelname | 200m vrije slag · 400m vrije slag · 1500m vrije slag · 4x100m vrije slag |
| 2015 |                                                                          | 200m vrije slag · 400m vrije slag · 800m vrije slag · serie 1500m vrije slag |               |               |                                                                          |
| 2016 | 200m vrije slag · 400m vrije slag · 16e 1500m vrije slag                 |                                                                              | geen deelname |               |                                                                          |
| 2017 |                                                                          | 400m vrije slag                                                              |               |               |                                                                          |

## Persoonlijke records
Bijgewerkt tot en met 9 augustus 2016
Kortebaan
| Afstand          | Tijd     | Datum            | Plaats |
| ---------------- | -------- | ---------------- | ------ |
| 400m vrije slag  | 3.39,52  | 21 februari 2009 | Tokio  |
| 800m vrije slag  | 7.42,60  | 22 februari 2009 | Tokio  |
| 1500m vrije slag | 14.38,32 | 22 februari 2009 | Tokio  |

Langebaan
| Afstand          | Tijd        | Datum            | Plaats   |
| ---------------- | ----------- | ---------------- | -------- |
| 200m vrije slag  | 1.44,47     | 7 september 2013 | Shenyang |
| 400m vrije slag  | 3.40,14     | 28 juli 2012     | Londen   |
| 800m vrije slag  | 7.38,57     | 27 juli 2011     | Shanghai |
| 1500m vrije slag | WR 14.31,02 | 4 augustus 2012  | Londen   |

## Doping
Het TAS, het Internationaal Sporttribunaal, heeft Sun Yang in februari 2020 een schorsing van acht jaar opgelegd voor een dopingovertreding.